# Weinsberger Straße (Heilbronn)
Die Weinsberger Straße liegt im Norden der Innenstadt von Heilbronn und verbindet die Allee mit der Mannheimer Straße im Westen und der Oststraße im Osten. Sie ist teilweise eine Bundesstraße und wichtige Verkehrsader im Norden der Stadt. Sie wurde nach der Kleinstadt Weinsberg benannt, in deren Richtung die Straße liegt. In der Weinsberger Straße befinden sich unter anderem Bauwerke, die unter Denkmalschutz stehen.

## Geschichte
Die Straße nach Weinsberg, die vor dem ehemaligen Sülmer Tor von der Straße nach Neckarsulm abzweigte, war eine der ältesten Straßenverbindungen zwischen Heilbronn und seinen Nachbarorten. Die Straße heißt jeher Weinsberger Straße, ein Jahr der Benennung ist unbekannt. Die Straße lag vor 1800 noch außerhalb der Stadtmauer und war abgesehen vom ebenfalls außerhalb der Stadtmauer liegenden Karmeliterkloster und dem Alten Friedhof unbebaut. Die städtische Bebauung wuchs dann jedoch ab der Industrialisierung im 19. Jahrhundert immer weiter in alle Richtungen, so dass auch die östlich vom Stadtkern wegführende Weinsberger Straße bald beidseitig bebaut war.
Ihre Fortführung bis zum heutigen Ortsende in Richtung Weinsberg ist die Haller Straße, benannt nach der Stadt Schwäbisch Hall, wohin schon ein alter über Weinsberg führender Fernweg bestand. Da eine Bahnstrecke die Weinsberger und die Haller Straße trennt, wird der Durchgangsverkehr ab der Ecke zur Oststraße von dieser und der Weinsberger Straße über die Paul-Göbel-Straße mit der Paul-Göbel-Brücke auf die Haller Straße geleitet.
Im Jahr 2020 wurden 26 Luftfiltersäulen längs der Weinsberger Straße installiert, von denen man sich gemeinsam mit weiteren Maßnahmen wie der Reduzierung der zulässigen Höchstgeschwindigkeit auf 40 km/h eine Reduzierung der Stickstoffdioxidwerte versprach. Nachdem die zulässigen Grenzwerte drei Jahre lang unterschritten wurden, konnten die Luftfiltersäulen im Januar 2023 wieder abgebaut werden. Das Tempolimit von 40 km/h blieb jedoch erhalten.

## Bauwerke
- Die Nordseite des Theaterforums K3 grenzt an die Weinsberger Straße. Eine Durchgangsmöglichkeit verbindet dort die Nordstadt mit der Fußgängerzone.
- Unweit des Theaterforums befindet sich inmitten der Weinsberger Straße die Haltestelle Theater der Stadtbahn Heilbronn, die von den Linien S41 und S42 bedient wird.
- In der Hausnummer 7/1 befindet sich seit 1982 der Türkisch-Islamische Kulturverein mitsamt einer DITIB-Moschee[4].
- Bei der Hausnummer 19 hängt an einem Verkehrsschild die Skulptur Intervention P (1994) von Christian Hasucha. Es handelt sich dabei um ein 40 Zentimeter im Durchmesser betragendes Metallpodest in Bodenhöhe, das als Teil einer 1993/94 in Köln, Heilbronn und Graz durchgeführten Intervention im öffentlichen Raum verblieb.[5]
- Der sich südlich der Weinsberger Straße erstreckende Alte Friedhof hat mehrere Ausgänge zur Weinsberger Straße.